# Romário
Romário de Souza Faria hay Romário (sinh 29 tháng 1 năm 1966), là cựu cầu thủ bóng đá và hiện là chính trị gia người Brasil. Ông đã giúp Brasil giành ngôi vô địch thế giới World Cup 1994 và là một trong những tiền đạo xuất sắc nhất trên thế giới trong thập niên 1990. Ông cũng gặt hái nhiều thành công với các câu lạc bộ bóng đá châu Âu như PSV Eindhoven và FC Barcelona, hay câu lạc bộ Vasco da Gama ở Brasil.
Ông là cầu thủ ghi bàn cao thứ 4 trong lịch sử đội bóng đá Brasil, cũng là người ghi bàn nhiều thứ hai trong mọi thời đại ở Campeonato Brasileiro Série A. Ông được chọn là Cầu thủ xuất sắc nhất thế giới năm 1994 của FIFA và có trong danh sách những ngôi sao lớn nhất trong lịch sử của FIFA.
Romário có tên trong danh sách 125 cầu thủ xuất sắc nhất còn sống của FIFA. Danh sách này là một phần của kỷ niệm 100 năm của FIFA, tổ chức vào tháng 3 năm 2004.

## Tiểu sử

### Khởi đầu
Romário là một đứa trẻ đến từ một khu ổ chuột ở một thành phố lớn của Brazil. Sinh ra ở quận Jacarezinho vào ngày 9 tháng 1 năm 1966, chàng trai trẻ Romário đã tìm thấy trong bóng đá một cách để thoát khỏi cuộc sống khó khăn bên lề xã hội.
Anh ấy đã ghi những bàn thắng đầu tiên cho đội hình từ Vila da Penha, Estrelinha. Anh nhanh chóng nổi bật, có được vụ chuyển nhượng đầu tiên tới Olaria , sau đó là hợp đồng với Vasco da Gama . Trong đội Carioca, người đàn ông đã thể hiện kỹ năng của mình trong những mét cuối cùng, điều này cho phép anh ấy chinh phục các danh hiệu đầu tiên của mình trong câu lạc bộ và đội tuyển quốc gia. Đó là vào năm 1985, anh giành được vương miện quốc tế đầu tiên của mình, giải vô địch trẻ em Nam Mỹ, giành được trên đất Paraguay. Năm 1987 và 88, anh hai lần giành chức vô địch Rio với Vasco, giúp anh lọt vào chung kết Seleção tại Thế vận hội Seoul, nơi anh ấy đã hoàn thành vua phá lưới. Thành công này đã mang lại cho anh nhiều lời đề nghị từ châu Âu, Romário cuối cùng đã đồng ý liên kết với PSV , nơi anh đã giành được sáu danh hiệu trong năm mùa giải.

### Sự nghiệp
Romário sau đó được chuyển đến FC Barcelona , nơi bắt đầu thời kỳ hoàng kim của tiền đạo người Brazil. Theo lệnh của Johan Cruyff , Romário trở thành thần tượng của tất cả người dân Barcelona, người mà anh ấy đã mang về chức vô địch Tây Ban Nha trong đội hình huyền thoại "  Dream Team  " của FC Barcelona . Tiền đạo người Brazil hiển nhiên vẫn là Vua phá lưới giải đấu. Anh cũng lọt vào trận chung kết C1 bị thua trước AC Milan .
Ở phía trên cùng của trò chơi của mình, Romario cuối cùng đã có cơ hội để tỏa sáng tại FIFA World Cup sau khi đóng vai trò thụ động tại World Cup ở Italia trong năm 1990 . Mặc dù là một vấn đề vật lý, ông đã được đưa vào nhóm, nhưng hầu như không thể đi vào chơi.  Ở World Cup 1994 diển ra ở Mỹ, Romario trình bày một trong những thứ bóng đá đẹp mắt nhất. Ghi 5 bàn, anh là kiến trúc sư chính trong chức vô địch thứ 4 của Seleção  sau 24 năm chờ đợi.
Sau đó, anh ấy trở thành cầu thủ xuất sắc nhất thế giới năm 1994. Điều ước của anh ấy đã được thực hiện vào năm 1994 khi FIFA trao cho anh ấy danh hiệu Cầu thủ của năm một cách hợp lý. Do đó, anh trở thành người Brazil đầu tiên ghi được nó (danh hiệu được tạo ra vào năm 1991, và liên tiếp được trao cho Lothar Matthäus, Marco van Basten và Roberto Baggio).
Ba năm sau, anh giành được danh hiệu thứ hai với Seleção: Copa América . Thật không may, anh ấy sẽ không bao giờ tham gia kỳ World Cup thứ hai của mình. Tại World Cup 1998 , anh không may dính chấn thương chỉ một tháng trước khi thi đấu. Năm 2002 , do tâm trạng không hợp với Scolari , huấn luyện viên vào thời điểm đó, anh đã không được giữ lại trong đội đã giành chức vô địch thế giới lần thứ năm.

### Kết thúc sự nghiệp
Trong mùa giải 2006, Romário gắn bó với Miami FC , một câu lạc bộ mở rộng của giải hạng nhất United Soccer Leagues .Tháng 11 năm 2006, một hợp đồng 4 trận với đội Adelaide United, một câu lạc bộ của Úc. Bắt đầutháng 1 năm 2007, Romário quyết định trở lại câu lạc bộ đã khiến anh được biết đến, Vasco da Gama. Tuy nhiên, anh ấy phải chờ thỏa thuận của FIFA, thông thường cấm một cầu thủ chơi ở nhiều hơn hai đội khác nhau trong một mùa giải. Thỏa thuận hầu như không đạt được trongtháng 2 năm 2007, anh ghi 3 bàn trong vòng 12 phút sau khi vào sân, vào lưới Volta Redonda.
Anh ấy đã kết thúc sự nghiệp của mình bằng Tháng 4 năm 2008.
Ở trong tháng 8 năm 2009, Romário thông báo rằng anh ấy sắp nghỉ hưu để chơi cho Câu lạc bộ bóng đá Mỹ ở Rio de Janeiro  .

## Thống kê sự nghiệp

### Câu lạc bộ
| Câu lạc bộ          | Mùa giải            | Giải vô địch                | Giải vô địch | Giải vô địch | Giải vô địch khu vực | Giải vô địch khu vực | Cúp  | Cúp | Châu lục | Châu lục | Khác | Khác | Tổng cộng | Tổng cộng |
| Câu lạc bộ          | Mùa giải            | Hạng đấu                    | Trận         | Bàn          | Trận                 | Bàn                  | Trận | Bàn | Trận     | Bàn      | Trận | Bàn  | Trận      | Bàn       |
| ------------------- | ------------------- | --------------------------- | ------------ | ------------ | -------------------- | -------------------- | ---- | --- | -------- | -------- | ---- | ---- | --------- | --------- |
| Vasco da Gama       | 1985                | Série A                     | 7            | 0            | 21                   | 11                   | —    | —   | 0        | 0        | —    | —    | 28        | 11        |
| Vasco da Gama       | 1986                | Série A                     | 23           | 9            | 25                   | 20                   | —    | —   | —        | —        | —    | —    | 48        | 29        |
| Vasco da Gama       | 1987                | Série A                     | 17           | 8            | 24                   | 16                   | —    | —   | —        | —        | —    | —    | 41        | 24        |
| Vasco da Gama       | 1988                | Série A                     | 0            | 0            | 24                   | 16                   | —    | —   | —        | —        | —    | —    | 24        | 16        |
| Tổng cộng           | Tổng cộng           | Tổng cộng                   | 47           | 17           | 94                   | 63                   | —    | —   | —        | —        | —    | —    | 141       | 80        |
| PSV Eindhoven       | 1988–89             | Eredivisie                  | 24           | 19           | —                    | —                    | 5    | 4   | 2        | 2        | 3    | 1    | 34        | 26        |
| PSV Eindhoven       | 1989–90             | Eredivisie                  | 20           | 23           | —                    | —                    | 3    | 2   | 4        | 6        | —    | —    | 27        | 31        |
| PSV Eindhoven       | 1990–91             | Eredivisie                  | 25           | 25           | —                    | —                    | 3    | 5   | 2        | 0        | —    | —    | 30        | 30        |
| PSV Eindhoven       | 1991–92             | Eredivisie                  | 15           | 9            | —                    | —                    | 1    | 0   | 2        | 0        | 1    | 0    | 19        | 9         |
| PSV Eindhoven       | 1992–93             | Eredivisie                  | 26           | 22           | —                    | —                    | 3    | 3   | 9        | 7        | 1    | 0    | 39        | 32        |
| Tổng cộng           | Tổng cộng           | Tổng cộng                   | 110          | 98           | —                    | —                    | 15   | 14  | 19       | 15       | 5    | 1    | 149       | 128       |
| Barcelona           | 1993–94             | La Liga                     | 33           | 30           | —                    | —                    | 2    | 0   | 10       | 2        | 2    | 0    | 47        | 32        |
| Barcelona           | 1994–95             | La Liga                     | 13           | 4            | —                    | —                    | 0    | 0   | 5        | 3        | —    | —    | 18        | 7         |
| Tổng cộng           | Tổng cộng           | Tổng cộng                   | 46           | 34           | —                    | —                    | 2    | 0   | 15       | 5        | 2    | 0    | 65        | 39        |
| Flamengo            | 1995                | Série A                     | 16           | 8            | 21                   | 26                   | 5    | 1   | 4        | 2        | —    | —    | 46        | 37        |
| Flamengo            | 1996                | Série A                     | 3            | 0            | 19                   | 26                   | 5    | 1   | 0        | 0        | 6    | 4    | 33        | 31        |
| Tổng cộng           | Tổng cộng           | Tổng cộng                   | 19           | 8            | 40                   | 52                   | 10   | 2   | 4        | 2        | 6    | 4    | 79        | 68        |
| Valencia            | 1996–97             | La Liga                     | 5            | 4            | —                    | —                    | 0    | 0   | 0        | 0        | —    | —    | 5         | 4         |
| Valencia            | 1997–98             | La Liga                     | 6            | 1            | —                    | —                    | 1    | 1   | —        | —        | —    | —    | 7         | 2         |
| Tổng cộng           | Tổng cộng           | Tổng cộng                   | 11           | 5            | —                    | —                    | 1    | 1   | 0        | 0        | —    | —    | 12        | 6         |
| Flamengo            | 1997                | Série A                     | 4            | 3            | 18                   | 18                   | 8    | 7   | 0        | 0        | 6    | 7    | 36        | 35        |
| Flamengo            | 1998                | Série A                     | 20           | 14           | 11                   | 10                   | 4    | 6   | 3        | 4        | 2    | 1    | 40        | 35        |
| Flamengo            | 1999                | Série A                     | 19           | 12           | 15                   | 16                   | 7    | 7   | 7        | 8        | 6    | 3    | 54        | 46        |
| Tổng cộng           | Tổng cộng           | Tổng cộng                   | 43           | 29           | 44                   | 44                   | 19   | 20  | 10       | 12       | 14   | 11   | 130       | 116       |
| Vasco da Gama       | 2000                | Série A                     | 28           | 20           | 17                   | 19                   | 2    | 1   | 14       | 14       | 10   | 12   | 71        | 66        |
| Vasco da Gama       | 2001                | Série A                     | 18           | 21           | 6                    | 11                   | 0    | 0   | 9        | 5        | 6    | 3    | 39        | 40        |
| Vasco da Gama       | 2002                | Série A                     | 0            | 0            | 4                    | 8                    | 7    | 5   | —        | —        | 14   | 13   | 25        | 26        |
| Tổng cộng           | Tổng cộng           | Tổng cộng                   | 46           | 41           | 27                   | 38                   | 9    | 6   | 18       | 16       | 35   | 31   | 135       | 132       |
| Fluminense          | 2002                | Série A                     | 26           | 16           | 0                    | 0                    | 0    | 0   | —        | —        | —    | —    | 26        | 16        |
| Fluminense          | 2003                | Série A                     | 21           | 13           | 4                    | 5                    | 0    | 0   | 0        | 0        | —    | —    | 25        | 18        |
| Fluminense          | 2004                | Série A                     | 13           | 5            | 9                    | 6                    | 2    | 2   | —        | —        | —    | —    | 24        | 13        |
| Tổng cộng           | Tổng cộng           | Tổng cộng                   | 60           | 34           | 13                   | 11                   | 2    | 2   | —        | —        | —    | —    | 75        | 47        |
| Al-Sadd (mượn)      | 2002–03             | Qatar Stars League          | 3            | 0            | —                    | —                    | 0    | 0   | —        | —        | —    | —    | 3         | 0         |
| Tổng cộng           | Tổng cộng           | Tổng cộng                   | 3            | 0            | —                    | —                    | —    | —   | —        | —        | —    | —    | 3         | 0         |
| Vasco da Gama       | 2005                | Série A                     | 30           | 22           | 10                   | 7                    | 3    | 1   | —        | —        | —    | —    | 43        | 30        |
| Vasco da Gama       | 2006                | Série A                     | 0            | 0            | 10                   | 6                    | 1    | 3   | 0        | 0        | —    | —    | 11        | 9         |
| Tổng cộng           | Tổng cộng           | Tổng cộng                   | 30           | 22           | 20                   | 13                   | 4    | 4   | —        | —        | —    | —    | 54        | 39        |
| Miami FC            | 2006                | USL 1st                     | 25           | 19           | —                    | —                    | 1    | 0   | —        | —        | —    | —    | 26        | 19        |
| Adelaide            | 2006–07             | A-League                    | 4            | 1            | —                    | —                    | —    | —   | 0        | 0        | —    | —    | 4         | 1         |
| Vasco da Gama       | 2007                | Série A                     | 6            | 3            | 9                    | 10                   | 3    | 2   | 1        | 0        | —    | —    | 19        | 15        |
| América-RJ          | 2009                | Campeonato Carioca Série B1 | 0            | 0            | 1                    | 0                    | 0    | 0   | —        | —        | —    | —    | 1         | 0         |
| Tổng cộng sự nghiệp | Tổng cộng sự nghiệp | Tổng cộng sự nghiệp         | 450          | 311          | 248                  | 231                  | 66   | 51  | 67       | 50       | 62   | 47   | 893       | 690       |

### Quốc tế

#### Thống kê quốc tế
| Đội tuyển quốc gia | Năm       | Trận | Bàn |
| ------------------ | --------- | ---- | --- |
| Brazil             | 1987      | 6    | 4   |
| Brazil             | 1988      | 7    | 2   |
| Brazil             | 1989      | 11   | 4   |
| Brazil             | 1990      | 1    | 0   |
| Brazil             | 1992      | 2    | 0   |
| Brazil             | 1993      | 1    | 2   |
| Brazil             | 1994      | 10   | 10  |
| Brazil             | 1997      | 17   | 19  |
| Brazil             | 1998      | 7    | 3   |
| Brazil             | 2000      | 2    | 7   |
| Brazil             | 2001      | 5    | 3   |
| Brazil             | 2005      | 1    | 1   |
| Tổng cộng          | Tổng cộng | 70   | 55  |

#### Bàn thắng quốc tế
Scores and results list Brazil's goal tally first.
| #  | Ngày                 | Địa điểm                                                  | Đối thủ      | Bàn thắng | Kết quả | Giải đấu                       | Tham khảo |
| -- | -------------------- | --------------------------------------------------------- | ------------ | --------- | ------- | ------------------------------ | --------- |
| 1  | 28 tháng 5 năm 1987  | Sân vận động Olympic Helsinki, Helsinki, Phần Lan         | Phần Lan     | 1–1       | 3–2     | Giao hữu                       | [ 5 ]     |
| 2  | 1 tháng 6 năm 1987   | Sân vận động Ramat Gan, Ramat Gan, Israel                 | Israel       | 1–0       | 4–0     | Giao hữu                       | [ 6 ]     |
| 3  | 1 tháng 6 năm 1987   | Sân vận động Ramat Gan, Ramat Gan, Israel                 | Israel       | 3–0       | 4–0     | Giao hữu                       | [ 6 ]     |
| 4  | 28 tháng 6 năm 1987  | Sân vận động Olympic Chateau Carreras, Córdoba, Argentina | Venezuela    | 5–0       | 5–0     | Copa América 1987              |           |
| 5  | 7 tháng 7 năm 1988   | Sân vận động Olympic Park, Melbourne, Úc                  | Úc           | 1–0       | 1–0     | Australia Bicentenary Gold Cup | [ 7 ]     |
| 6  | 17 tháng 7 năm 1988  | Sân vận động bóng đá Sydney, Sydney, Úc                   | Úc           | 1–0       | 2–0     | Australia Bicentenary Gold Cup | [ 8 ]     |
| 7  | 12 tháng 7 năm 1989  | Sân vận động Maracanã, Rio de Janeiro, Brasil             | Argentina    | 2–0       | 2–0     | Copa América 1989              |           |
| 8  | 14 tháng 7 năm 1989  | Sân vận động Maracanã, Rio de Janeiro, Brasil             | Paraguay     | 3–0       | 3–0     | Copa América 1989              | [ 9 ]     |
| 9  | 16 tháng 7 năm 1989  | Sân vận động Maracanã, Rio de Janeiro, Brasil             | Uruguay      | 1–0       | 1–0     | Copa América 1989              | [ 10 ]    |
| 10 | 30 tháng 7 năm 1989  | Sân vận động Brígido Iriarte, Caracas, Venezuela          | Venezuela    | 2-0       | 4–0     | Vòng loại World Cup 1990       | [ 11 ]    |
| 11 | 19 tháng 9 năm 1993  | Sân vận động Maracanã, Rio de Janeiro, Brasil             | Uruguay      | 1–0       | 2–0     | Vòng loại World Cup 1994       | [ 12 ]    |
| 12 | 19 tháng 9 năm 1993  | Sân vận động Maracanã, Rio de Janeiro, Brasil             | Uruguay      | 2–0       | 2–0     | Vòng loại World Cup 1994       | [ 12 ]    |
| 13 | 5 tháng 6 năm 1994   | Sân vận động Commonwealth, Edmonton, Canada               | Canada       | 1–0       | 1–1     | Giao hữu                       | [ 13 ]    |
| 14 | 8 tháng 6 năm 1994   | Sân vận động Jack Murphy, San Diego, Hoa Kỳ               | Honduras     | 1–0       | 8–2     | Giao hữu                       | [ 14 ]    |
| 15 | 8 tháng 6 năm 1994   | Sân vận động Jack Murphy, San Diego, Hoa Kỳ               | Honduras     | 2–0       | 8–2     | Giao hữu                       | [ 14 ]    |
| 16 | 8 tháng 6 năm 1994   | Sân vận động Jack Murphy, San Diego, Hoa Kỳ               | Honduras     | 5–1       | 8–2     | Giao hữu                       | [ 14 ]    |
| 17 | 12 tháng 6 năm 1994  | Sân vận động Bulldog, Fresno, Hoa Kỳ                      | El Salvador  | 1–0       | 4–0     | Giao hữu                       | [ 15 ]    |
| 18 | 20 tháng 6 năm 1994  | Sân vận động Stanford, Stanford, Hoa Kỳ                   | Nga          | 1–0       | 2–0     | World Cup 1994                 | [ 16 ]    |
| 19 | 24 tháng 6 năm 1994  | Sân vận động Stanford, Stanford, Hoa Kỳ                   | Cameroon     | 1–0       | 3–0     | World Cup 1994                 | [ 17 ]    |
| 20 | 28 tháng 6 năm 1994  | Pontiac Silverdome, Pontiac, Hoa Kỳ                       | Thụy Điển    | 1–1       | 1–1     | World Cup 1994                 | [ 18 ]    |
| 21 | 9 tháng 7 năm 1994   | Cotton Bowl, Dallas, Hoa Kỳ                               | Hà Lan       | 1–0       | 3–2     | World Cup 1994                 | [ 19 ]    |
| 22 | 13 tháng 7 năm 1994  | Rose Bowl, Pasadena, Hoa Kỳ                               | Thụy Điển    | 1–0       | 1–0     | World Cup 1994                 | [ 20 ]    |
| 23 | 2 tháng 4 năm 1997   | Sân vận động Quốc gia Mané Garrincha, Brasília, Brasil    | Chile        | 1–0       | 4–0     | Giao hữu                       | [ 21 ]    |
| 24 | 2 tháng 4 năm 1997   | Sân vận động Quốc gia Mané Garrincha, Brasília, Brasil    | Chile        | 3–0       | 4–0     | Giao hữu                       | [ 21 ]    |
| 25 | 30 tháng 4 năm 1997  | Orange Bowl, Miami, Hoa Kỳ                                | México       | 2–0       | 4–0     | Giao hữu                       | [ 22 ]    |
| 26 | 30 tháng 4 năm 1997  | Orange Bowl, Miami, Hoa Kỳ                                | México       | 3–0       | 4–0     | Giao hữu                       | [ 22 ]    |
| 27 | 30 tháng 4 năm 1997  | Orange Bowl, Miami, Hoa Kỳ                                | México       | 4–0       | 4–0     | Giao hữu                       | [ 22 ]    |
| 28 | 31 tháng 5 năm 1997  | Sân vận động Ullevaal, Oslo, Na Uy                        | Na Uy        | 1–1       | 2–4     | Giao hữu                       | [ 23 ]    |
| 29 | 8 tháng 6 năm 1997   | Sân vận động Gerland, Lyon, Pháp                          | Ý            | 3–3       | 3–3     | Tournoi de France              | [ 24 ]    |
| 30 | 10 tháng 6 năm 1997  | Sân vận động Công viên các Hoàng tử, Paris, Pháp          | Anh          | 1–0       | 1–0     | Tournoi de France              | [ 25 ]    |
| 31 | 13 tháng 6 năm 1997  | Sân vận động Ramón Aguilera, Santa Cruz, Bolivia          | Costa Rica   | 5–0       | 5–0     | Copa América 1997              | [ 26 ]    |
| 32 | 26 tháng 6 năm 1997  | Sân vận động Ramón Aguilera, Santa Cruz, Bolivia          | Perú         | 3–0       | 7–0     | Copa América 1997              | [ 27 ]    |
| 33 | 26 tháng 6 năm 1997  | Sân vận động Ramón Aguilera, Santa Cruz, Bolivia          | Perú         | 5–0       | 7–0     | Copa América 1997              | [ 27 ]    |
| 34 | 7 tháng 12 năm 1997  | Sân vận động Ellis Park, Johannesburg, Cộng hòa Nam Phi   | Nam Phi      | 1–0       | 2–1     | Giao hữu                       | [ 28 ]    |
| 35 | 12 tháng 12 năm 1997 | Sân vận động Nhà vua Fahd II, Riyadh, Ả Rập Xê Út         | Ả Rập Xê Út  | 2–0       | 3–0     | FIFA Confederations Cup 1997   | [ 29 ]    |
| 36 | 12 tháng 12 năm 1997 | Sân vận động Nhà vua Fahd II, Riyadh, Ả Rập Xê Út         | Ả Rập Xê Út  | 3–0       | 3–0     | FIFA Confederations Cup 1997   | [ 29 ]    |
| 37 | 16 tháng 12 năm 1997 | Sân vận động Nhà vua Fahd II, Riyadh, Ả Rập Xê Út         | México       | 1–0       | 3–2     | FIFA Confederations Cup 1997   | [ 30 ]    |
| 38 | 19 tháng 12 năm 1997 | Sân vận động Nhà vua Fahd II, Riyadh, Ả Rập Xê Út         | Cộng hòa Séc | 1–0       | 2–0     | FIFA Confederations Cup 1997   | [ 31 ]    |
| 39 | 21 tháng 12 năm 1997 | Sân vận động Nhà vua Fahd II, Riyadh, Ả Rập Xê Út         | Úc           | 3–0       | 6–0     | FIFA Confederations Cup 1997   | [ 32 ]    |
| 40 | 21 tháng 12 năm 1997 | Sân vận động Nhà vua Fahd II, Riyadh, Ả Rập Xê Út         | Úc           | 4–0       | 6–0     | FIFA Confederations Cup 1997   | [ 32 ]    |
| 41 | 21 tháng 12 năm 1997 | Sân vận động Nhà vua Fahd II, Riyadh, Ả Rập Xê Út         | Úc           | 6–0       | 6–0     | FIFA Confederations Cup 1997   | [ 32 ]    |
| 42 | 5 tháng 2 năm 1998   | Orange Bowl, Miami, Hoa Kỳ                                | Guatemala    | 1–1       | 1–1     | CONCACAF Gold Cup 1998         | [ 33 ]    |
| 43 | 8 tháng 2 năm 1998   | Đấu trường Tưởng niệm Los Angeles, Los Angeles, Hoa Kỳ    | El Salvador  | 2–0       | 4–0     | CONCACAF Gold Cup 1998         | [ 34 ]    |
| 44 | 15 tháng 2 năm 1998  | Đấu trường Tưởng niệm Los Angeles, Los Angeles, Hoa Kỳ    | Jamaica      | 1–0       | 1–0     | CONCACAF Gold Cup 1998         | [ 35 ]    |
| 45 | 3 tháng 9 năm 2000   | Sân vận động Maracanã, Rio de Janeiro, Brasil             | Bolivia      | 1–0       | 5–0     | Vòng loại World Cup 2002       | [ 36 ]    |
| 46 | 3 tháng 9 năm 2000   | Sân vận động Maracanã, Rio de Janeiro, Brasil             | Bolivia      | 3–0       | 5–0     | Vòng loại World Cup 2002       | [ 36 ]    |
| 47 | 3 tháng 9 năm 2000   | Sân vận động Maracanã, Rio de Janeiro, Brasil             | Bolivia      | 4–0       | 5–0     | Vòng loại World Cup 2002       | [ 36 ]    |
| 48 | 8 tháng 10 năm 2000  | Sân vận động José Pachencho Romero, Maracaibo, Venezuela  | Venezuela    | 3–0       | 6–0     | Vòng loại World Cup 2002       | [ 37 ]    |
| 49 | 8 tháng 10 năm 2000  | Sân vận động José Pachencho Romero, Maracaibo, Venezuela  | Venezuela    | 4–0       | 6–0     | Vòng loại World Cup 2002       | [ 37 ]    |
| 50 | 8 tháng 10 năm 2000  | Sân vận động José Pachencho Romero, Maracaibo, Venezuela  | Venezuela    | 5–0       | 6–0     | Vòng loại World Cup 2002       | [ 37 ]    |
| 51 | 8 tháng 10 năm 2000  | Sân vận động José Pachencho Romero, Maracaibo, Venezuela  | Venezuela    | 6–0       | 6–0     | Vòng loại World Cup 2002       | [ 37 ]    |
| 52 | 7 tháng 3 năm 2001   | Sân vận động Jalisco, Guadalajara, México                 | México       | 2–2       | 3–3     | Giao hữu                       | [ 38 ]    |
| 53 | 7 tháng 3 năm 2001   | Sân vận động Jalisco, Guadalajara, México                 | México       | 3–3       | 3–3     | Giao hữu                       | [ 38 ]    |
| 54 | 25 tháng 4 năm 2001  | Sân vận động Morumbi, São Paulo, Brasil                   | Perú         | 1–1       | 1–1     | Vòng loại World Cup 2002       | [ 39 ]    |
| 55 | 27 tháng 4 năm 2005  | Sân vận động Pacaembu, São Paulo, Brasil                  | Guatemala    | 2–0       | 3–0     | Giao hữu                       | [ 40 ]    |

## Danh hiệu

### Câu lạc bộ

#### Vasco da Gama
- Campeonato Brasileiro Série A: 2000
- Campeonato Carioca: 1987, 1988
- Copa Mercosur: 2000

#### PSV Eindhoven
- Eredivisie: 1988–89, 1990–91, 1991–92
- KNVB Cup: 1988–89, 1989–90
- Dutch Super Cup: 1992

#### Barcelona
- La Liga: 1993–94

#### Flamengo
- Campeonato Carioca: 1996, 1999

#### Al-Sadd
- Qatar Crown Prince Cup: 2003

#### América-RJ
- Campeonato Carioca Second Division: 2009

### Quốc tế

#### Đội trẻ Brasil
- U-20 South American Championship: 1985
- Olympic: Huy chương Bạc 1988

#### Brasil
- FIFA World Cup: 1994
- Copa América: 1989, 1997
- FIFA Confederations Cup: 1997

### Cá nhân
- U-20 South American Championship's top scorer: 1985
- Campeonato Carioca's top scorer: 1986, 1987, 1996, 1997, 1998, 1999, 2000
- Vasco da Gama Player of the Year: 1987, 1988, 2000, 2001
- 1988 Seoul Summer Olympics top scorer
- Dutch League's top scorer: 1988–89, 1989–90, 1990–91
- Dutch Cup's top scorer: 1988–89, 1989–90
- Dutch Footballer of the Year: 1989
- UEFA Champions League top scorer: 1989–90, 1992–93
- Onze de Bronze: 1993
- FIFA World Player of the Year Silver Award: 1993
- Pichichi Trophy: 1993–94
- Trofeo EFE Best Ibero-American Soccer Player of the Spanish League: 1993–94
- FIFA World Cup Golden Ball: 1994
- FIFA World Cup Bronze Boot: 1994
- FIFA World Cup All-Star Team: 1994
- Onze d'Or: 1994
- FIFA World Player of the Year: 1994
- L'Équipe Champion of Champions Sportsman of the year : 1994
- South American Team of the Year: 1995, 2000, 2001
- FIFA Confederations Cup Golden Shoe: 1997
- FIFA Confederations Cup Silver Ball: 1997
- Rio-São Paulo Tournament's top scorer: 1997, 2000
- CONCACAF Gold Cup All Star Team: 1998
- Brazilian Cup's top scorer: 1998, 1999
- Copa Mercosur's top scorer: 1999, 2000
- Placar Golden Boot: 1999, 2000, 2002
- Brazilian league's top scorer: 2000, 2001, 2005
- FIFA Club World Cup Bronze Ball: 2000
- Bola de Ouro: 2000
- Bola de Prata: 2000, 2001, 2005
- South American Footballer of the Year: 2000
- CBF Golden Boot: 2001, 2005
- FIFA World Cup Dream Team: 2002
- FIFA 100: 2004
- Rei do Gol Trophy: 2005
- USL 1st's MVP: 2006
- USL 1st's top scorer: 2006
- Prêmio Craque do Brasileirão – Special Honor: 2007
- Golden Foot Legends Award: 2007
- Marca World Cups All-Time Team: 2014
- International Football Hall of Fame – Pachuca, México
- Brazilian Football Museum Hall of Fame
- Ballon d'Or: 1994 – Le nouveau palmarès (the new winners)